# 臺北大學站
臺北大學站，副站名恩主公醫院，是新北捷運三鶯線興建中的一座車站，位於新北市三峽區，預計在2026年通車。車站取名自鄰近的國立臺北大學。

## 車站概要
車站位於三峽區復興路上。車站編號為LB07。

## 車站構造
高架車站。

## 歷史

### 預定時程
- 2025年底，三鶯線正式通車。

## 車站周邊
- 國立臺北大學
- 新北市三峽區三峽國民小學
- 三鶯交流道
- 新北市立三峽國民中學
- 恩主公醫院